# Giovanni Domenico Cassini
Giovanni Domenico Cassini I. (tudi Giandomenico), italijansko-francoski matematik, astronom in inženir, * 8. junij 1625, Perinaldo, Genovska republika, † 14. september 1712, Pariz, Francija.

## Življenje in delo
Giovanni Cassini je od leta 1648 do 1669 delal na Observatoriju Panzano pri Modeni in bil profesor astronomije na Univerzi v Bologni.
Okoli leta 1665 je neodvisno od Hooka opazoval Jupitrovo Veliko rdečo pego.
Leta 1669 ga je Colbert povabil v Pariz. Cassinijeve tabele gibanja Jupitrovih satelitov, ki jih je objavil leta 1668, so bile tedaj najboljše. To je bilo zelo pomembno, saj so tedaj znali le z njimi natančno določati zemljepisne dolžine. Na observatoriju v Panzanu ga je nasledil Montanari.
V Franciji je prevzel ime Jean-Dominique Cassini, kakor je bilo ime tudi njegovemu pravnuku.
Že leta 1671, še preden je bil Observatorij v Parizu dokončan, je postal njegov prvi predstojnik. Nasledil ga je sin Jacques. S seboj je pripeljal odlično opremo. Italijanskim objektivom tedaj ni bilo para. Določil je paralakso Marsa, razdaljo Marsa od Sonca in potem še astronomsko enoto. Paralakso Marsa je po Picardovem neuspehu meril ob planetovi opoziciji z Observatorija v Parizu, kjer je imel bazo veliko približno 8400 km. Pariz leži na 49° severne zemljepisne širine, kot med zveznicama med središčem Zemlje do Pariza ob začetnem času in Parizom čez 12 ur je 41°. Baza njegove meritve je bila tako:
{\displaystyle x=2r_{0}\sin(41^{\circ })=2\cdot 12756\cdot 10^{3}\cdot \sin(41^{\circ })=8369\;{\hbox{km}}\!\,.}
Lego planeta glede na zvezde v ozadju je izmeril zvečer in nato še zgodaj zjutraj. Meritve so dale premik, velik vsega 30 ločnih sekund in oddaljenost Marsa od Zemlje ob opoziciji približno 58 ×106 km ali 6876-krat več od njegove baze. To je bila hkrati prva meritev, pri kateri so astronomi dosegli točnost pod eno ločno minuto. Iz rezultatov teh meritev so lahko astronomi določili astronomsko enoto in iz 3. Keplerjevega zakona izračunali oddaljenosti vseh planetov od Sonca. Tako so prvič spoznali prave razsežnosti našega Osončja. Če se označi obhodno dobo in veliko polos tira enega planeta s t in a, za drugi planet, na primer za Zemljo pa s {\displaystyle t_{0}} in {\displaystyle a_{0}}, se lahko 3. Keplerjevi zakon zapiše:
{\displaystyle {t^{2} \over a^{3}}={t_{0}^{2} \over a_{0}^{3}}=\;{\hbox{konst}}\!\,.}
Tedaj pravih oddaljenosti planetov od Sonca niso poznali. Ker so lahko razmeroma enostavno določili obhodne dobe planetov okrog Sonca, so poznali le razmerja njihovih oddaljenosti. Mars je od Sonca 1,5-krat dlje kot Zemlja, Jupiter pa na primer 5,2-krat dlje. Iz zgornje enačbe se dobi polosi za vse planete, če se pozna veliko polos vsaj za enega od planetov. Pokazalo se je, da paralakse Sonca ni tako enostavno izmeriti in na ta način izračunati astronomsko enoto, veliko polos Zemljinega tira. Če pa se izmeri na primer paralakso Marsa ob njegovi opoziciji in se izračuna njegovo oddaljenost od Zemlje {\displaystyle a_{x}}, se lahko 3. Keplerjev zakon zapiše kot:
{\displaystyle {t^{2} \over (a_{0}+a_{x})^{3}}={t_{0}^{2} \over a_{0}^{3}}=\;{\hbox{konst}}\!\,}
in od tu veliko polos Zemljinega tira {\displaystyle a_{0}}, če se pozna obhodni dobi Marsa t in Zemlje {\displaystyle t_{0}} okrog Sonca:
{\displaystyle a_{0}={a_{x}t_{0}^{2/3} \over t^{2/3}-t_{0}^{2/3}}\!\,.}
Leta 1671 je Cassini odkril 8. Saturnov satelit Japet in leta 1675 3500 km široko vrzel med dvema Saturnovima kolobarjema A in B, imenovano po njem Cassinijeva ločnica. Leta 1672 je odkril še 5. Saturnov satelit Reo. Tega leta je v Bologni še s paralakso Sonca dobil astronomsko enoto {\displaystyle a_{0}=139\cdot 10^{9}} m.
Določil je čas vrtenja Jupitra in odkril zodiakalni polarni sij. Skupaj s sinom Jacquesom je med letoma 1700 in 1720 premeril poldnevniški (meridijanski) lok v Franciji.
Po njem se imenujejo krivulje 4. reda jajčnice ali ovali iz leta 1680, določene z:
{\displaystyle \left(x^{2}+y^{2}\right)^{2}-2c^{2}\left(x^{2}-y^{2}\right)=a^{4}-c^{4}\!\,}
in, ki se lahko pojavljajo v treh oblikah, kar je odvisno od razmerja med a in c.
Leta 1684 je odkril še dva Saturnova satelita, Tetijo in Diono. Zavzemal se ja za odkritje lastnih gibanj zvezd, ki ga je odkril Halley.
Cassini in Rømer sta izdelala prva ekvatoriala s točnimi krogi in s samodejnim sledenjem nebesnih teles.
Papež je zaposlil Cassinija pri utrjevanju, rečni ureditvi in protipoplavnem načrtu reke Pad.

## Priznanja

### Poimenovanja
Po njem in sinu Jacquesu se imenuje krater Cassini na Luni, po njem pa krater Cassini na Marsu in asteroid glavnega pasu 24101 Cassini.